# Ван Миллер, Джо
Джо Ван Миллер (англ. Joe Wang Miller; 3 февраля 1989, Тяньцзинь, Китай) — футболист с Северных Марианских Островов. Нападающий и лучший бомбардир сборной Северных Марианских Островов по футболу.

## Карьера в сборной
Дебютировал за сборную Северных Марианских Островов 27 апреля 2008 года в матче со сборной Гуама, в котором отметился забитым голом на 24-й минуте.
В 2009 году принимал участие в матчах первого отборочного раунда чемпионата Восточной Азии 2010, где сыграл во всех трёх матчах и забил гол в ворота сборной Макао, однако его команда не набрала ни одного очка и заняла последнее место в группе. Также Миллер участвовал в отборочных турнирах к Кубкам Восточной Азии 2013, 2015 и 2017 годов и квалификации Кубка вызова АФК 2014.
Всего в составе национальной команды провёл 15 матчей и забил 4 гола. Является лучшим бомбардиром в истории сборной.